# José António de Moura Pegado
José António de Moura Pegado (Travanca, 13 de Julho de 1878 - Travanca, 16 de Maio de 1924) foi um político, empresário agrícola, jornalista e escritor português.

## Família
Filho de José António de Magalhães de Oliveira Pegado (Mogadouro, Mogadouro, 1842 - Vila Flor, Vilarinho das Azenhas, 10 de Fevereiro de 1895), sobrinho-neto do 1.º Visconde de Seabra, e de sua mulher (1 de Abril de 1877) Maria Teresa Barroso de Moura Carvalhais (Travanca, 19 de Outubro de 1859 - Frechas, 2 de Maio de 1939), Senhora da Casa dos Mouras Carvalhais de Travanca.

## Biografia
Senhor da Casa dos Mouras Carvalhais, em Travanca, de Vilarinho das Azenhas e de Carvalhais e Engenheiro Agrónomo, foi Governador Civil do Distrito de Bragança, Diretor da Estação Agrária de Mirandela, Jornalista e Publicista.

## Casamento e descendência
Casou em 1918 com sua prima-sobrinha Teresa Corina do Céu Pegado de Meneses de Sousa Barroso (Bragança, Calvelhe, 1 de Maio de 1887 - Travanca, 3 de Fevereiro de 1983), Senhora da Casa dos Barrosos de Travanca, Co-Proprietária da Casa e Quinta de Calvelhe e da Casa e Quinta de Vale da Porca, filha de Álvaro Augusto Pegado de Sousa Pinto Barroso e de sua mulher Ana Augusta Reimão de Meneses Falcão e Silva, com geração.